# Dario Voltolini
Dario Voltolini (Torino, 19 aprile 1959) è uno scrittore e blogger italiano.
È autore di racconti, romanzi, radiogrammi, testi di canzoni e libretti per il teatro musicale. È docente presso la Holden Academy. 
Il suo stile è stato spesso descritto come minimalismo, anche se Voltolini descrive la propria tecnica di scrittura come spontanea e lontana dal paziente lavoro di limatura di un maestro del genere come l'americano Raymond Carver.

## Biografia
Laureatosi in Filosofia nella città natale (con una tesi in filosofia del linguaggio), è stato tra i fondatori del collettivo di scrittori e intellettuali raccolti intorno al blog Nazione Indiana.
Ha in seguito fondato con altri fuoriusciti da Nazione Indiana la rivista Il primo amore e l'omonimo blog.
Ha giocato nell'Osvaldo Soriano Football Club, la nazionale italiana scrittori.
Con Lorenzo Bracco ha fondato www.dietanicchiaecologica.com
Collabora all'inserto Tuttolibri del quotidiano La Stampa.
Dal 2021 è direttore della collana Pennisole per la casa editrice torinese hopefulmonster editore.

## Opere
- Una intuizione metropolitana, Bollati Boringhieri, 1990
- Di case e di cortili. Il Borgo Nuovo e via della Rocca in Torino, a cura di B. Sacerdoti, Pluriverso, 1993
- Rincorse, Einaudi, 1994
- Neve (con Julian Schnabel), Hopefulmonster, 1996
- Forme d'onda, Feltrinelli, 1996; Laurana 2014
- Onde, RadioRai, 1996
- Fantasia della giornata, Morgana, 1997
- Le lontananze accanto a noi, RAI, 1997
- Glunk, Portofranco-Fabiani, 1998
- Il grande fiume. Impressioni sul delta del Po, Fernandel, 1998
- In gita a Torino con Dario Voltolini, Paravia /Scriptorium, 1998
- 10, Feltrinelli, 2000
- Velasco. Isolitudine. Catalogo della mostra (con Ferdinando Scianna), Charta, 2000
- Primaverile (uomini nudi al testo), Feltrinelli, 2001
- Signora, (con Rivka Rinn), Edizioni Canopo, 2002
- I confini di Torino, Quiritta, 2003
- Sotto i cieli d'Italia (con Giulio Mozzi), Sironi, 2004
- Il tempo della luce, Effigie, 2005
- Le scimmie sono inavvertitamente uscite dalla gabbia, Fandango, 2006
- Mille stelle, (con Nicola De Maria), Hopefulmonster, 2006
- Torino fatta ad arte, (con Giacomo Soffiantino), EDT, 2007
- Fabio, Manni, 2008
- Foravìa, Feltrinelli, 2010
- Corso Svizzera 49 (con Giosetta Fioroni), Frullini edizioni, 2011
- Da costa a costa (con Lorenzo Bracco), BookSprintEdizioni, 2012
- Oltre le Colonne d'Ercole (con Lorenzo Bracco), BookSprintEdizioni, 2014
- Autunnale (dalla finestra sul teatro), BookSprintEdizioni, 2015
- Pacific Palisades, Einaudi, 2017
- Il Giardino degli Aranci, La Nave di Teseo, 2022
- Invernale, La Nave di Teseo, 2024
- Dagli undici metri, Baldini+Castoldi, 2024

## Opere tradotte in inglese
- "At Obrycki's" --tradotto da Stiliana Milkova, "Michigan Quarterly Review" (Fall 2019)
- "An Ordinary Evening" -- tradotto da Stiliana Milkova, Translation Review 101 (2018)
- "Saturday" - tradotto da Stiliana Milkova, Inventory 7 (2017)
- "Beatrixpark: an Illumination" - tradotto da Anne Milano Appel, Harper's Magazine (October 2011)
- "That's Enough, Paolo" - tradotto da Stiliana Milkova, Asymptote (January 2018), https://www.asymptotejournal.com/special-feature/dario-voltolini-thats-enough-paolo/
- "Berenice and the Taboo: On Italo Calvino's Invisible Cities" - tradotto da Stiliana Milkova, The Wilder Voice (Winter 2017) vol. 13, issue 24.